# Guibourtia arnoldiana
Guibourtia arnoldiana är en ärtväxtart som först beskrevs av De Wild. och Théophile Alexis Durand, och fick sitt nu gällande namn av J.Leonard. Guibourtia arnoldiana ingår i släktet Guibourtia och familjen ärtväxter. Inga underarter finns listade i Catalogue of Life.